# Shimoni
Shimoni – miasto w Kenii, w hrabstwie Kwale. 
Według danych ze spisu powszechnego w 2019 roku liczyło 6520 mieszkańców – 3370 mężczyzn i 3150 kobiet.